# Matilde Ponce Copado
Matilde Ponce Copado (Santa Clara, Cuba, 14 de marzo de 1932 - 2001) fue una arquitecta cubana. Trabajó en el Departamento de Urbanismo Municipal de La Habana.

## Primeros años
Nació en Trinidad, Santa Clara, Cuba. Realizó sus estudios de bachillerato en letras y ciencias en el Instituto de Segunda Enseñanza del Vedado, y en el curso 1949-1950 ingresó a estudiar arquitectura en la Universidad de La Habana. Allí se destacó como alumna y obtuvo seis Premios Ordinarios.
Siendo muy joven se comprometió con uno de sus profesores, el reconocido arquitecto Antonio Quintana Simonetti.

## Trayectoria
Trabajó junto a su marido y socio, Antonio Quintana Simonetti. Juntos realizaron varios proyectos en la ciudad de La Habana.
Uno de los trabajos más reconocidos de Matilde Ponce fue el de su tesis de graduación en 1955: Un centro comercial con el que obtuvo la calificación de sobresaliente, y también recibió un premio otorgado por la compañía de pinturas Kli-per S.A. En 1956 la revista Arquitectura Nº 277 publicó este proyecto. Y un año después la revista Acropole, de Río de Janeiro.
Luego de graduarse trabajó en el Departamento de Urbanismo Municipal de La Habana, donde desarrolló proyectos de nuevos parques y un casino campestre.
En 1959 realizó el proyecto, junto con Alberto Robaina, de una escuela rural de aula única. Una de las primeras se construyó en el municipio Boyeros, el Gobierno Revolucionario construyó 200 escuelas de este tipo durante ese año. El proyecto fue publicado en la  Revista Arquitectura Cuba, en la edición doble (núm. 309-310) de 1959 y en el número 333.
Realizó estudios de posgrado en la Universidad de Roma bajo la tutoría del reconocido ingeniero Pier Luigi Nervi.
Ponce Copado emigró a los Estados Unidos con sus dos hijas. Su nombre figura en el registro de la AIA en Florida, Estados Unidos.